# Campionati del mondo di mountain bike 2012 - Trial Uomini Elite 20"
La Trial Uomini Elite 20" dei Campionati del mondo di mountain bike 2012 si è svolta il 6 settembre 2012 a Saalfelden, in Austria. La gara è stata vinta dallo spagnolo Benito Ros Charral.

## Classifica
| Pos. | Corridore          | Squadra     | Penalità  |
| ---- | ------------------ | ----------- | --------- |
| 1    | Benito Ros Charral | Spagna      | 33 p.ti   |
| 2    | Abel Mustieles     | Spagna      | 36,5 p.ti |
| 3    | Vincent Hermance   | Francia     | 41 p.ti   |
| 4    | Ion Areitio        | Spagna      | 45 p.ti   |
| 5    | Rick Koekoek       | Paesi Bassi | 54 p.ti   |
| 6    | Kazuki Terai       | Giappone    | 54 p.ti   |
| 7    | Théau Courtès      | Francia     | 59 p.ti   |
| 8    | Carles Díaz Codina | Spagna      | 60 p.ti   |